# Supraśl
Supraślⓘ é um município no nordeste da Polônia. Pertence à voivodia da Podláquia, no condado de Białystok. É a sede da comuna urbano-rural de Supraśl. Está situado no rio Supraśl, no Planalto de Białystok, cercado pela Floresta Primitiva de Knyszyn. Está localizada na área das antigas terras reais de Grodno. Pertence à aglomeração de Białystok.
Estende-se por uma área de 5,7 km², com 4 325 habitantes, segundo o censo de 31 de dezembro de 2024, com uma densidade populacional de 761 hab./km². Supraśl é a sede do Parque Paisagístico Florestal de Knyszyn.
Graças aos valores ecológicos da cidade, ao ar puro, à falta de centros industriais, ao microclima e aos ricos depósitos de lama localizados próximo de Supraśl, o município obteve o estatuto de estância termal em 1999.
Supraśl situava-se na segunda metade do século XVI no condado de Grodno da voivodia de Troki do Grão-Ducado da Lituânia.

## Localização
Segundo dados de 31 de dezembro de 2022, a área da cidade era de 5,76 km².

## História

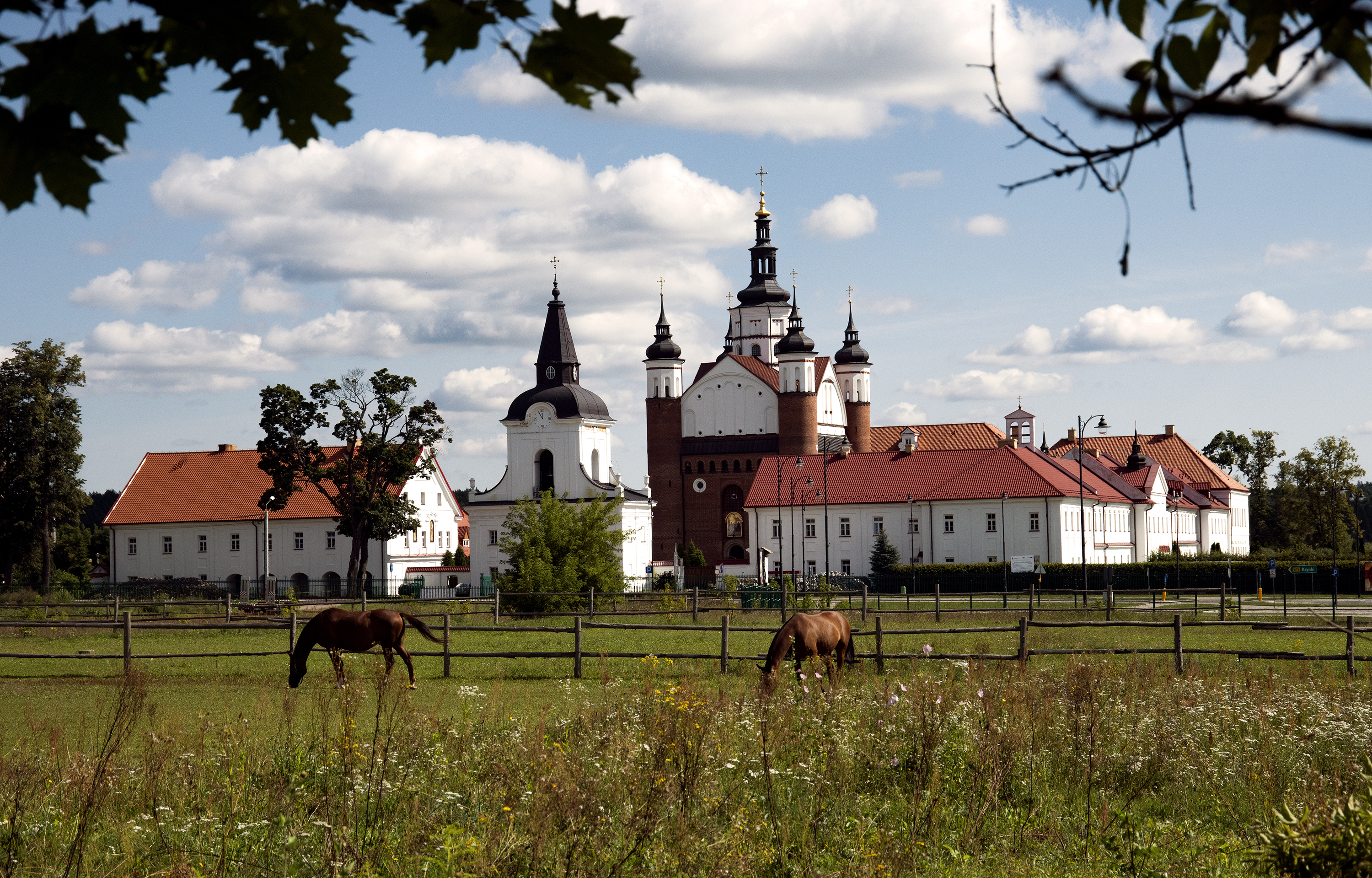
Mosteiro da Anunciação da Santíssima Mãe de Deus e São João, o Teólogo

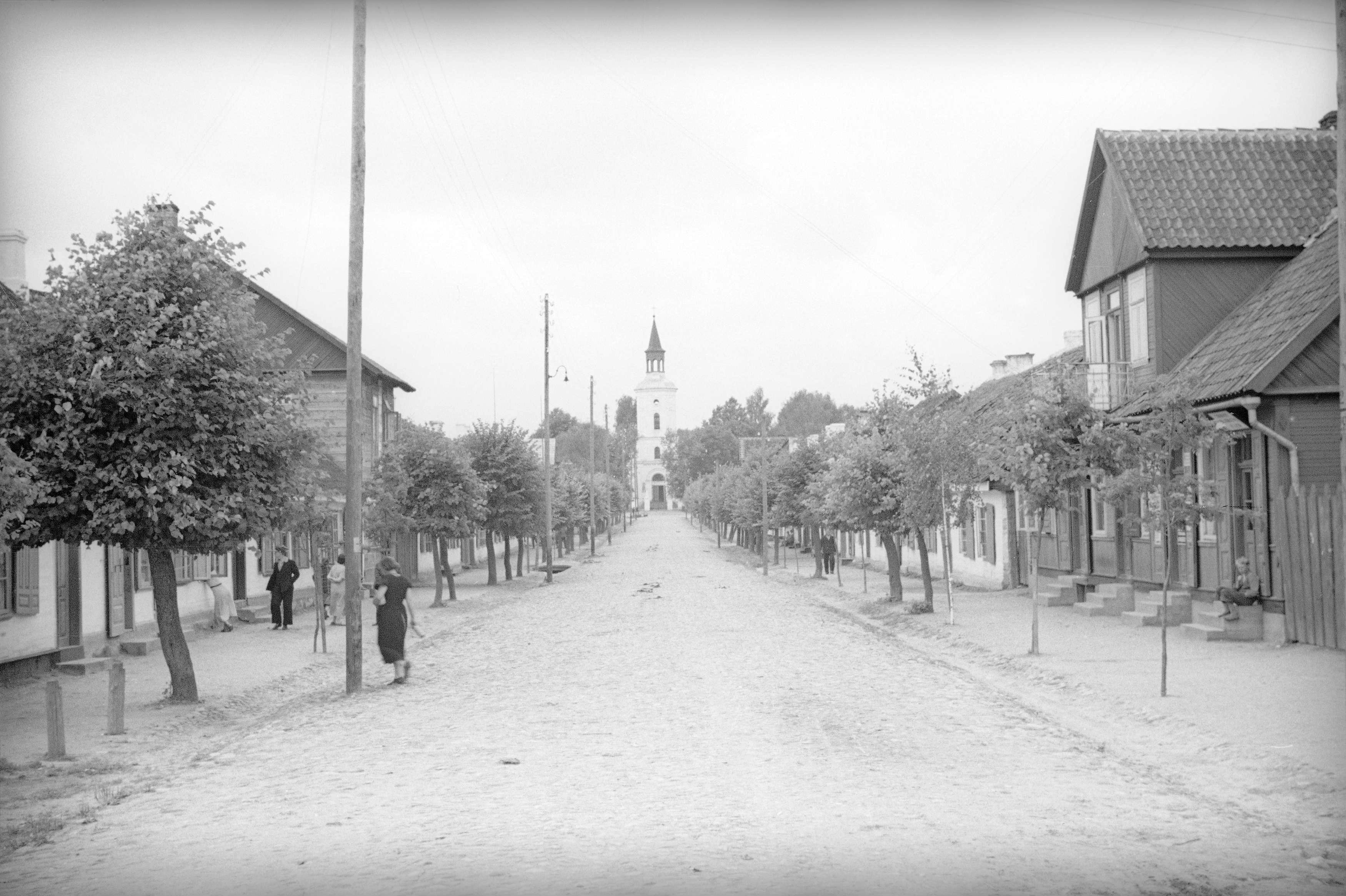
Rua principal da cidade por volta de 1936

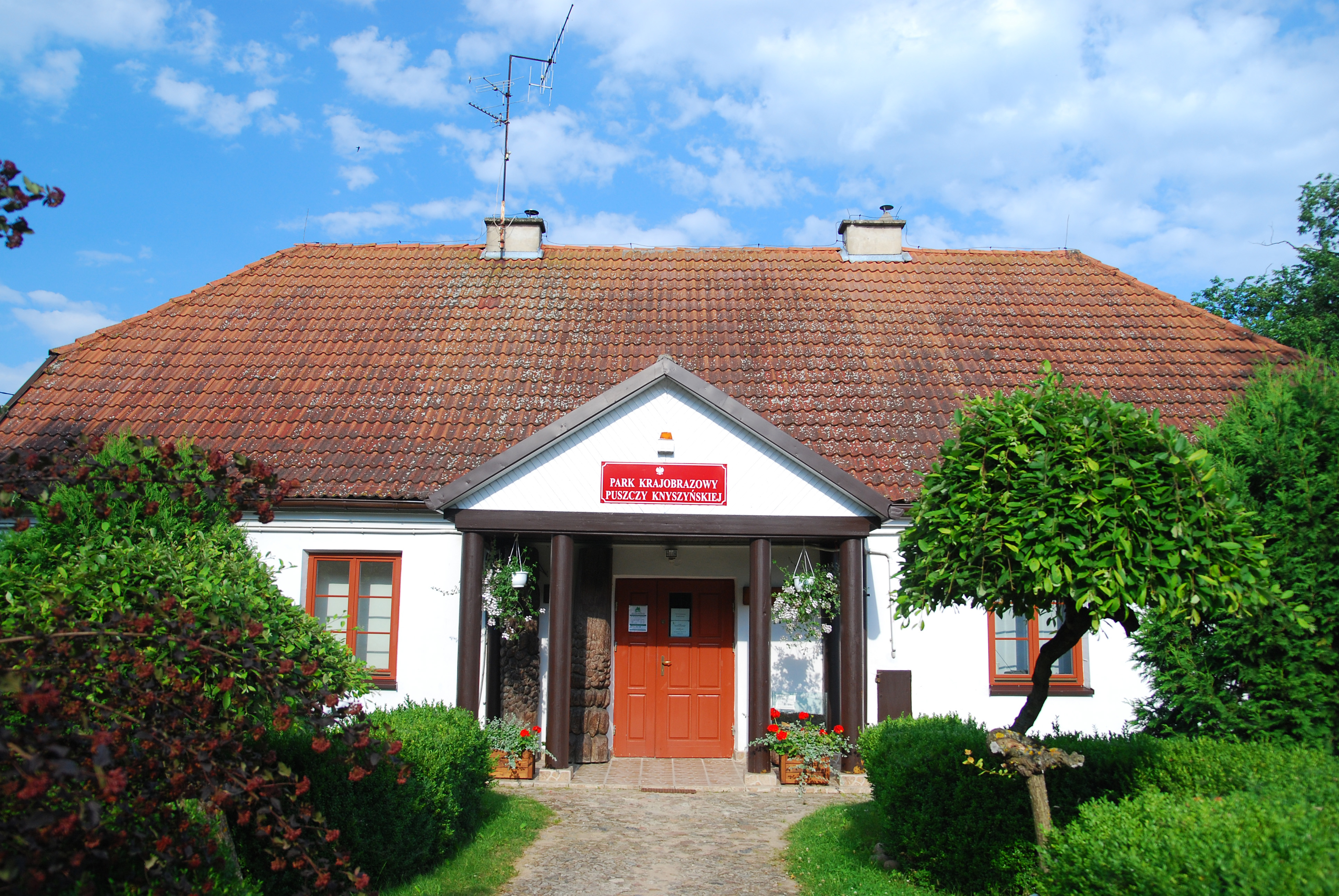
Sede do Parque Paisagístico Florestal de Knyszyn na rua Konarskiego 10

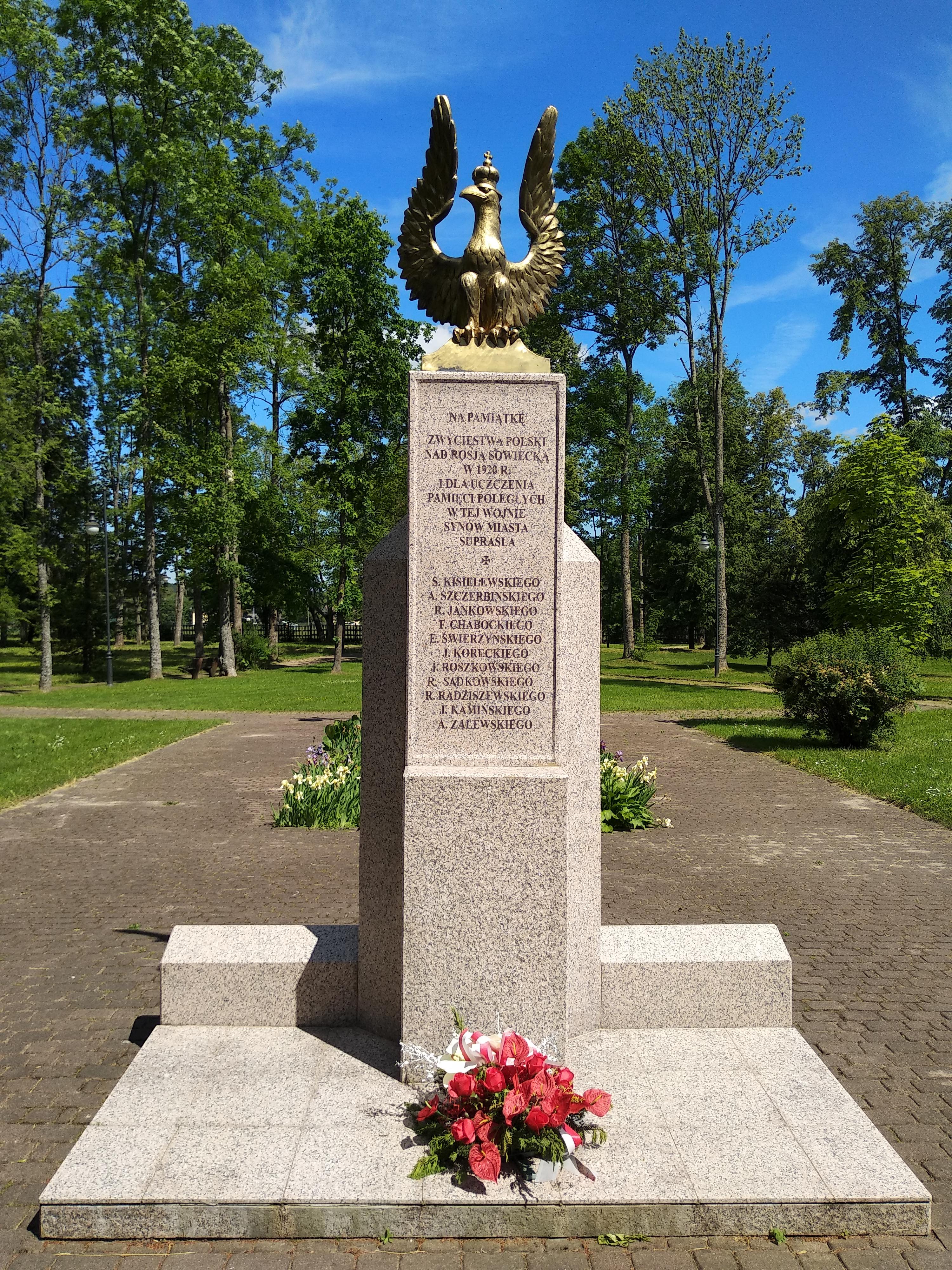
Monumento comemorativo da vitória em 1920 sobre os bolcheviques

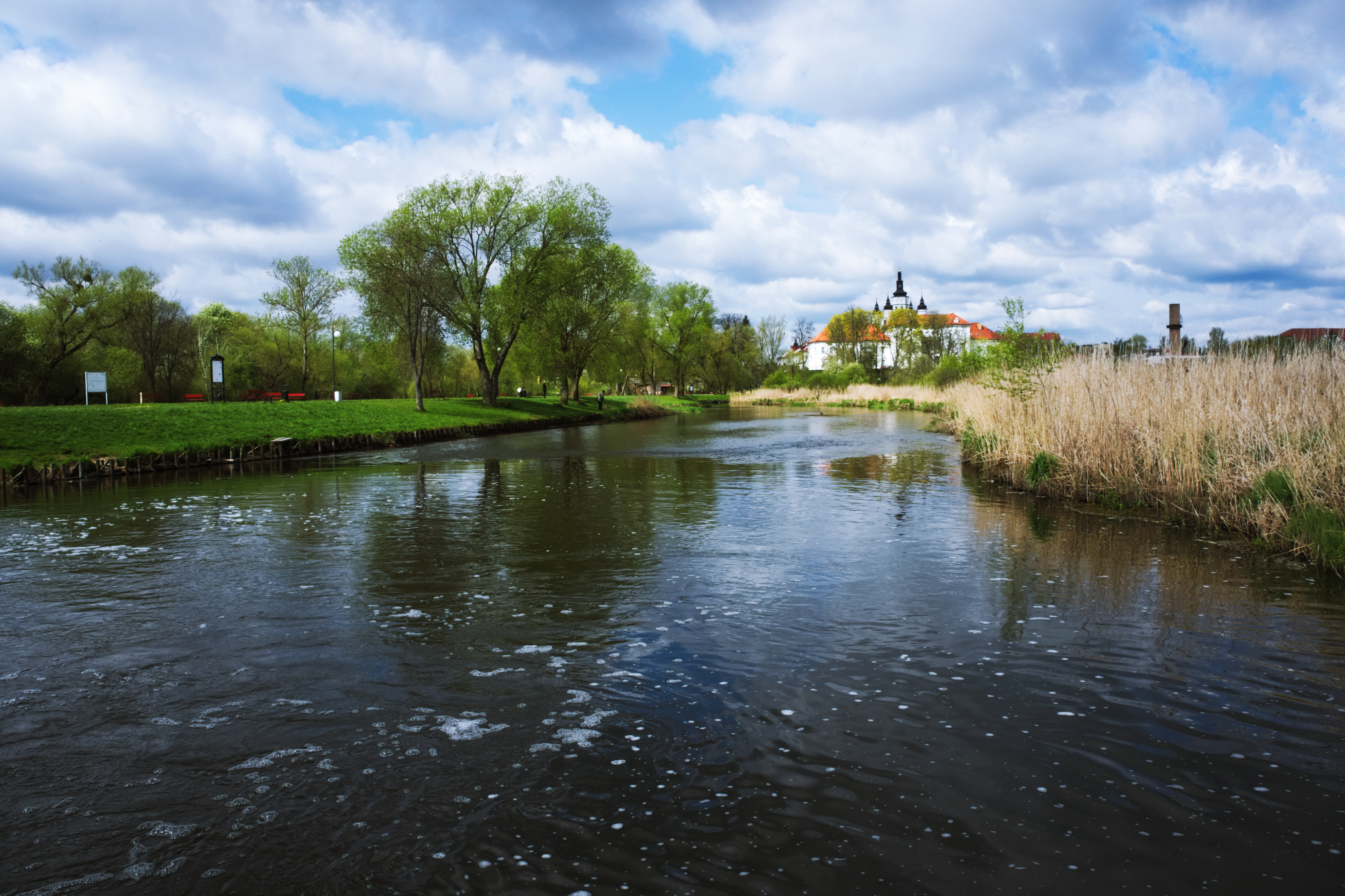
Rio Supraśl, o mosteiro é visível à distância

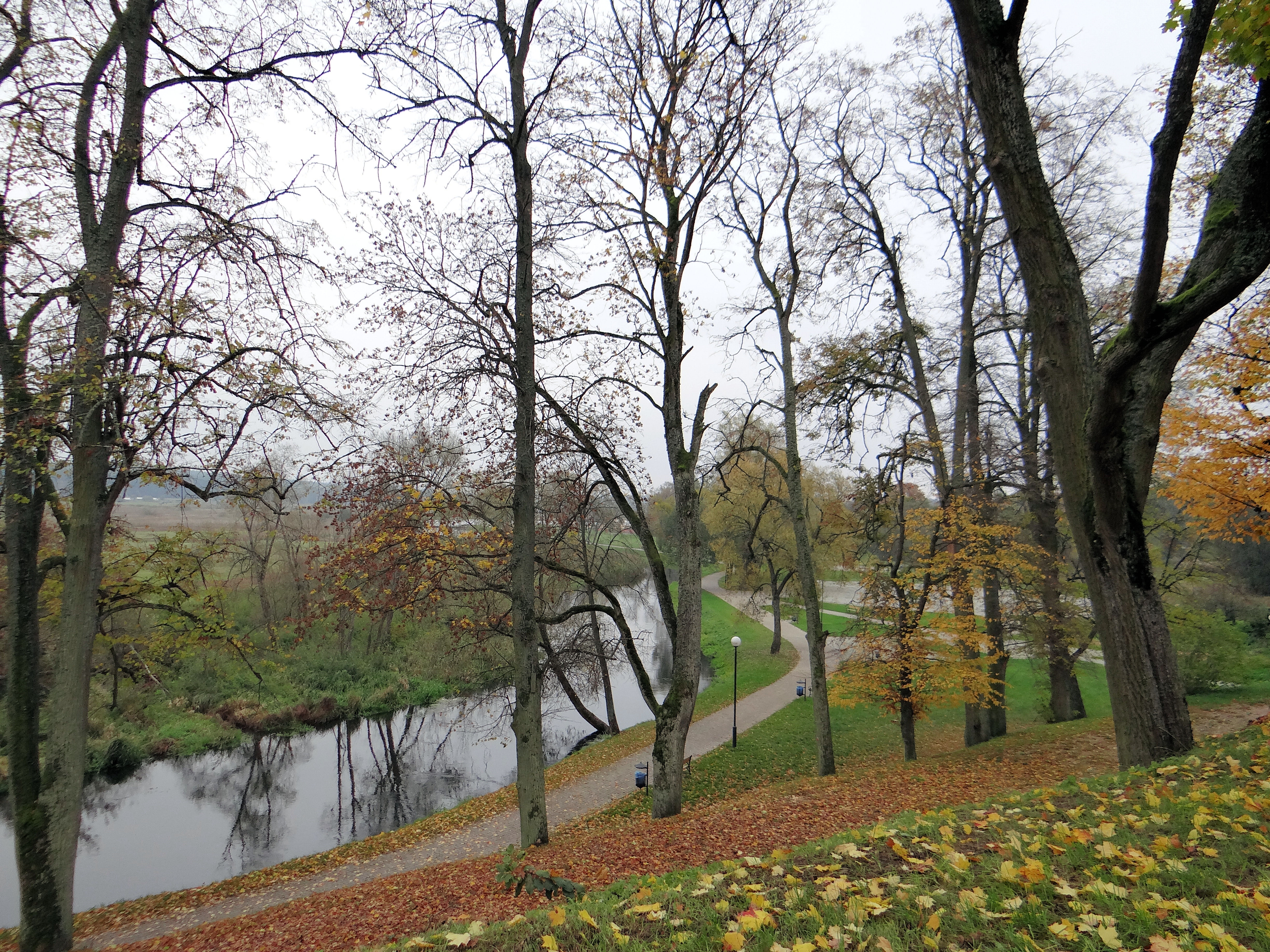
Rio Supraśl em Supraśl

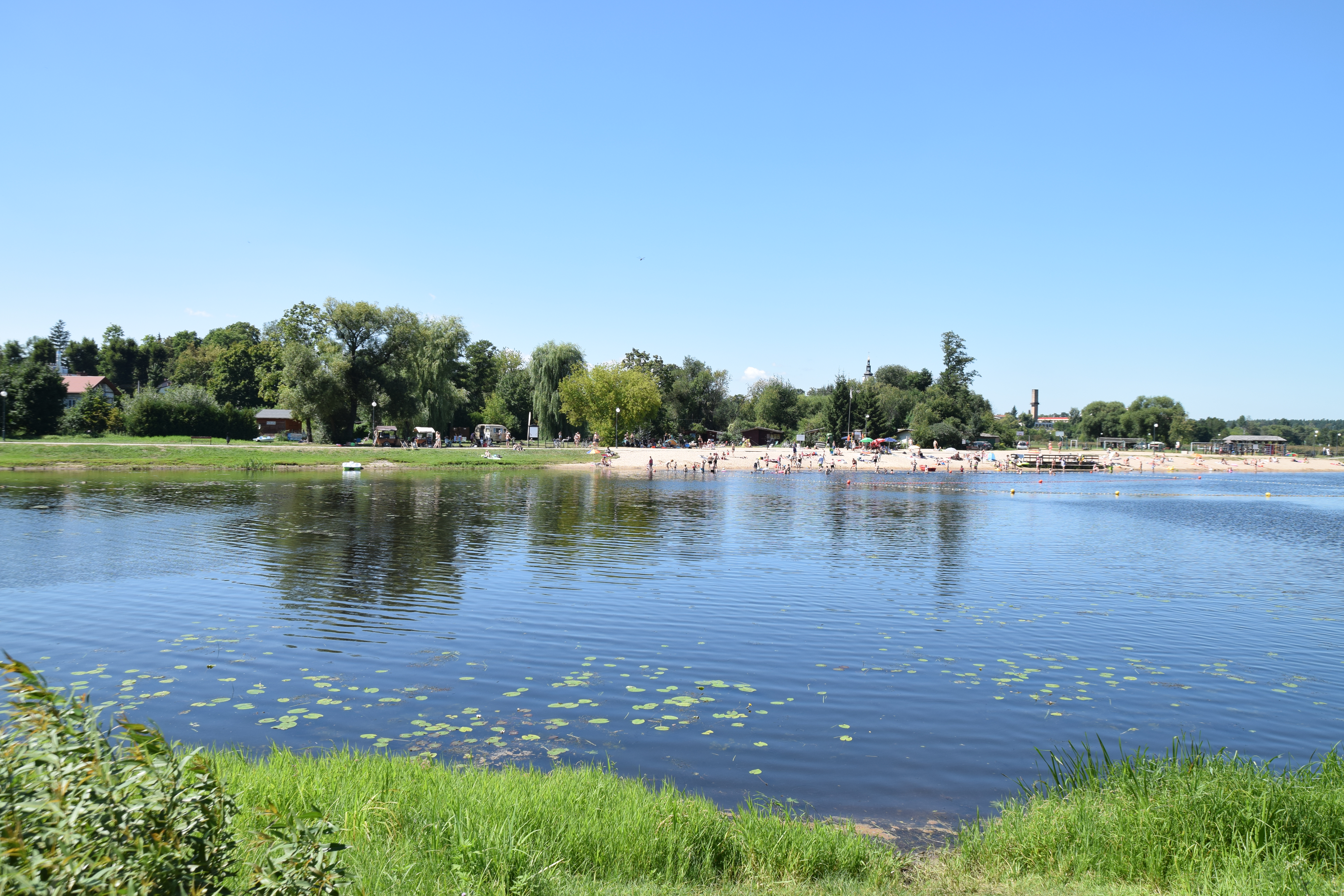
Praia no rio Supraśl

Em 1501, um mosteiro ortodoxo foi fundado no bosque de Suchy Hrud, cujo fundador e principal financiador foi o voivoda de Nowogródek, Aleksander Chodkiewicz, com o apoio posterior do bispo ortodoxo de Smolensk, Józef Sołtan. Os documentos emitidos pelos reis Alexandre Jagelão em 1504 e Sigismundo, o Velho, em 1509 confirmaram os direitos e privilégios que cobrem a fundação do voivoda Chodkiewicz.
Primeiro foi construída uma igreja ortodoxa de madeira dedicada a São João Evangelista, depois o refeitório e os dormitórios dos monges. Os fundadores, querendo aumentar a importância do mosteiro, pediram uma bênção ao Patriarca de Constantinopla. Em 1505, o patriarca deu ao mosteiro um tomos (bênção solene com recomendações espirituais). Em 1516, a igreja ortodoxa abençoada foi consagrada. Mais tarde, os edifícios do mosteiro foram enriquecidos com a igreja renascentista da Ressurreição do Senhor, da qual as catacumbas eram parte integrante. O século XVI foi também um período de formação de um povoado em torno do mosteiro.
No século XVI, o mosteiro tornou-se um importante centro cultural das terras rutenas. Sua importância é evidenciada pelo fato de que em 1582 foi visitado pelo arcebispo de Ocrida, Gabriel, e em 1590 — pelo Patriarca Jeremias II. Os monges formaram uma extensa biblioteca com gravuras e manuscritos valiosos (por exemplo, o Codex Suprasliensis dos séculos XI-XII).
Em 1609, os monges aderiram à União de Brest (1596), e o mosteiro em Supraśl tornou-se um importante centro cultural e religioso para os uniatas. Em 1695, foi aberta uma gráfica no mosteiro e, em 1711, a primeira fábrica de papel no leste da Polônia. Livros seculares foram impressos aqui em latim e em polonês, bem como livros religiosos em eslavo eclesiástico. Os basilianos pintaram afrescos rutenos do século XVI e ergueram novos edifícios ao redor da igreja.
Em 1796, as autoridades prussianas confiscaram a maioria das propriedades do mosteiro. Em 1804 a gráfica foi fechada. Em 1807 Supraśl deixou de ser a sede do bispado uniata, após os Tratados de Tilsit (1807) e ficou sob o domínio russo.
No final do século XVIII, uma sinagoga foi construída na cidade.
Apesar do fato de que na primeira metade do século XIX Supraśl ter recebido os direitos de cidade, no final desse século perdeu sua importância para o desenvolvimento de Białystok.
Em 1824, as autoridades russas devolveram o mosteiro de Supraśl aos monges ortodoxos.
Em 1834, depois que as autoridades czaristas introduziram direitos aduaneiros sobre mercadorias importadas do Reino da Polônia para a Rússia, as primeiras fábricas de tecidos e depois oficinas de tecelagem foram fundadas em Supraśl, produzindo principalmente para o mercado russo.
Na década de 1860, a comunidade judaica, com a ajuda considerável do empresário Buchholtz, construiu uma sinagoga perto da rua Zgierska (atual rua 11 Listopada).
Foram construídas: em 1875, igreja ortodoxa de São Pantaleão; em 1889, a de São João, o Teólogo, e em 1901, a capela de São Jorge no cemitério de Podsupraśl. Em 1910, os afrescos do século XVI (pintados pelos basilianos) foram restaurados.
Como resultado das ações da Primeira Guerra Mundial em 1915, diante da frente que se aproximava e do exército alemão, os monges ortodoxos fugiram (assim como muitos ortodoxos do território polonês) de Supraśl para as profundezas da Rússia, levando consigo (o chamado tesouro) o ícone milagroso de Nossa Senhora de Supraśl.
Os anos 1918–1924 são um marco do desenvolvimento das fábricas em Supraśl, que termina com a reforma monetária na Polônia. Durante os anos de crise de 1929–1933, as fábricas da cidade limitaram a produção a alguns meses por ano. Em julho de 1933 houve uma greve. Dois trabalhadores são mortos pela polícia e cinco ficam feridos.
No período entre guerras, as autoridades da Segunda República Polonesa entregaram o mosteiro abandonado de Supraśl à Igreja Católica de Rito Latino. Em 1937 os salesianos retiraram as traves das cruzes da igreja de São João, o Teólogo.
Em meados de setembro de 1939, a cidade foi ocupada pelo exército alemão e, depois de uma semana, pelo Exército Vermelho. Os soviéticos confiscaram os edifícios do mosteiro e os transformaram em quartéis. Nessa altura, destruíram o mobiliário do templo e, após a eclosão da guerra em junho de 1941, incendiaram também o Palácio dos Abades. Em novembro de 1942, os judeus de Supraśl foram transportados para um campo de trânsito em Białystok, de onde foram enviados para o campo de extermínio de Treblinka. Os alemães devastaram a sinagoga jogando granadas nela e depois a demoliram, e usaram os blocos de construção obtidos para cercar o prédio da gendarmaria. Em 23 de julho de 1944, o exército alemão explodiu o prédio da igreja e incendiou quase todas as fábricas têxteis. Em 24 de julho de 1944, Supraśl foi capturada por subunidades da divisão de rifle 283 do Exército Vermelho.
Nos anos 1945–1946, graças aos esforços do engenheiro e arquiteto Władysław Paszkowski, o Conservador Provincial de Monumentos, o gesso foi cortado e os fragmentos sobreviventes de pinturas do interior da igreja foram protegidos. Em 1970 o portão e a torre sineira do mosteiro foram reconstruídos.
Na República Popular da Polônia, uma fábrica de móveis foi construída sobre as ruínas das fábricas têxteis destruídas pelos ocupantes alemães. Também foi inaugurada uma fábrica de colchas e cobertores. A Escola Memorial do 1000.º Aniversário é inaugurada. Naquela época, havia duas escolas secundárias na cidade: a Escola Técnica de Mecanização da Agricultura (nos edifícios do mosteiro basiliano) e a Escola Secundária de Belas Artes (no Palácio Buchholtz). O orfanato foi inaugurado (no local de um sanatório de tuberculose pré-guerra). Uma casa de férias foi construída em 1971 na Avenida Niepodległości. Neste ano, foram inaugurados um centro de férias aos domingos e um centro de esportes aquáticos. A cidade estava se tornando uma cidade turística.
Na década de 1990, os edifícios do mosteiro foram entregues à Igreja Ortodoxa Polonesa. Desde 2004, o mosteiro abriga a sede da Academia de Supraśl.
Nos anos 1975–1998, a cidade pertencia administrativamente à voivodia de Białystok.

## Lenda

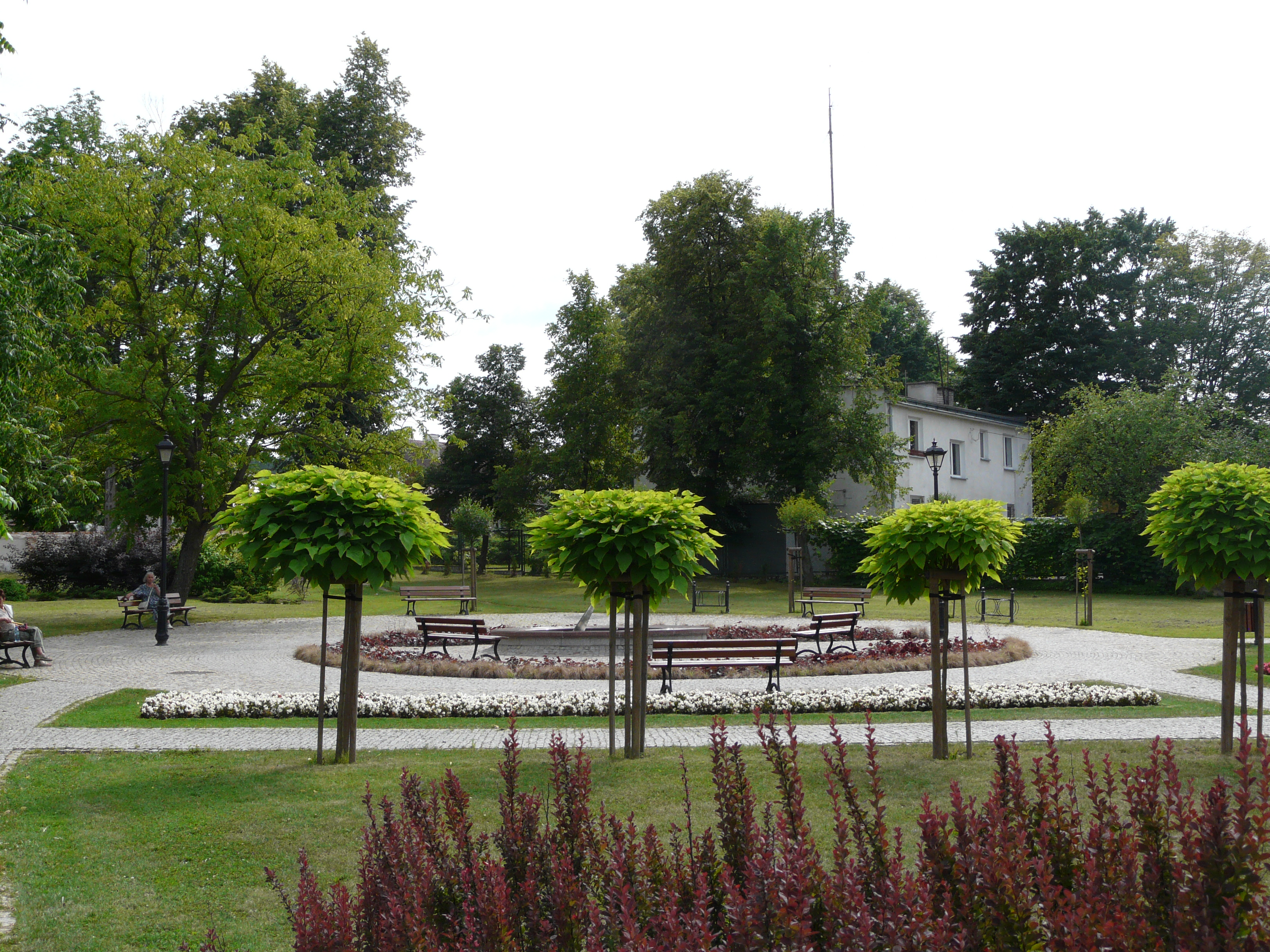
Parque em Supraśl

Reza a lenda que os monges de Gródek, após vários dias de orações, lançaram uma cruz de madeira com relíquias no rio Supraśl, pedindo à Providência Divina que a parasse em um local onde fosse mais adequado para um mosteiro. Esta informação encontra-se na placa comemorativa junto à cruz na rua Stanislaw Konarski. Desde 2012, de 8 a 9 de agosto, é organizado pela Irmandade ortodoxa de São Nicolau e a Paróquia ortodoxa de Gródek uma peregrinação de canoa ao longo do rio Supraśl como referência à lenda da fundação do mosteiro.

## Demografia
Conforme os dados do Escritório Central de Estatística da Polônia (GUS) de 31 de dezembro de 2024, Supraśl é uma cidade muito pequena com uma população de 4 325 habitantes (21.º lugar na voivodia da Podláquia e 608.º na Polônia), tem uma área de 5,7 km² (32.º lugar na voivodia da Podláquia e 828.º lugar na Polônia) e uma densidade populacional de 761 hab./km² (13.º lugar na voivodia da Podláquia e 428.º lugar na Polônia). Nos anos 2002–2024, o número de habitantes diminuiu 3,6%.
Os habitantes de Supraśl constituem cerca de 2,73% da população do condado de Białystok, constituindo 0,38% da população da voivodia da Podláquia.
| Descrição                         | Total      | Total   | Mulheres   | Mulheres | Homens     | Homens  |
| --------------------------------- | ---------- | ------- | ---------- | -------- | ---------- | ------- |
| unidade                           | habitantes | %       | habitantes | %        | habitantes | %       |
| população                         | 4 325      | 100     | 2 253      | 52,1     | 2 072      | 47,9    |
| superfície                        | 5,7 km²    | 5,7 km² | 5,7 km²    | 5,7 km²  | 5,7 km²    | 5,7 km² |
| densidade populacional (hab./km²) | 761        | 761     | 396,5      | 396,5    | 364,5      | 364,5   |

Segundo o Censo Geral de 1921, a cidade era habitada por 2 322 pessoas, incluindo 1 334 católicos, 364 ortodoxos, 234 evangélicos e 390 judeus. Ao mesmo tempo, 1 660 habitantes declararam nacionalidade polonesa, 145 bielorrussos, 149 alemães, 356 judeus, 10 lituanos, 1 estoniano e 1 eslovaco. Havia 267 edifícios residenciais na cidade.
Consoante os dados de 1 de janeiro de 2013, a cidade tinha 4 673 habitantes.

## Monumentos históricos
- Mosteiro ortodoxo da Anunciação da Santíssima Mãe de Deus, de São Pedro, o Apóstolo e São João, o Teólogo;
- Igreja paroquial católica da Santíssima Trindade — neobarroca, construída nos anos 1861–1865;
- Igreja evangélica-Augsburgo — neogótica, datada de 1870. Atualmente, funciona como igreja paroquial católica de Nossa Senhora, Rainha da Polônia;
- Complexo da capela do cemitério de Todos os Santos, constituída por uma torre de tijolos do início do século XVIII e um corpo de madeira de meados do século XIX, inicialmente uniata, depois de 1839 ortodoxa, agora católica;
- Cemitério evangélico (agora católico) — dois edifícios distintos no cemitério: a capela do túmulo da família Buchholtz, neogótica, construída em 1904 segundo o projeto do arquiteto Hugo Kuder, e a capela do túmulo da família Zachert, construída em 1885 segundo o projeto do arquiteto H. Zydok;
- Palácio de Buchholtz — atualmente a sede da Escola secundária de Arte Artur Grottger em Supraśl. Um palácio Art Nouveau, sede de uma das famílias mais famosas de donos de fábricas de Supraśl, construído nos anos 1892–1903. No interior, há policromia, talha, estuque e uma escadaria Art Nouveau em ferro fundido. Ao lado do palácio, o parque foi redesenhado no início do século XX (o único exemplo de um jardim Art Nouveau na voivodia da Podláquia);[19]
- Casa do Povo — atualmente um cinema e sala de concertos. Um edifício modernista de madeira erguido em 1934 segundo o projeto do arquiteto Jarosław Giryn;
- Casa do Jardineiro (antiga pousada, antiga estação dos correios) — atualmente uma casa residencial, na rua Konarskiego 3. Uma casa de madeira com telhado de meia altura, construída no século XVIII/XIX;[20]
- Mansão Zachert — uma casa senhorial classicista com um pórtico de colunas, construída em meados do século XIX como residência de um dono de fábrica local. Destruída, reconstruída em 1988. Atualmente, abriga a sede do Parque Paisagístico da Floresta de Knyszyn;
- Complexo fabril de Jansen — atualmente a cantina e o internato da Escola secundária de Arte. A casa do proprietário, construída antes de 1866, tem uma policromia neoclássica preservada. Ao lado, uma fábrica têxtil construída em 1849. Também: Casa de Jansen;
- Capela de São Jorge no cemitério ortodoxo em Podsupraśl — de tijolos, construída em 1901;[21]
- Casas de madeira dos tecelões (século XIX), casa do jardineiro em madeira.

Monumentos selecionados da cidade
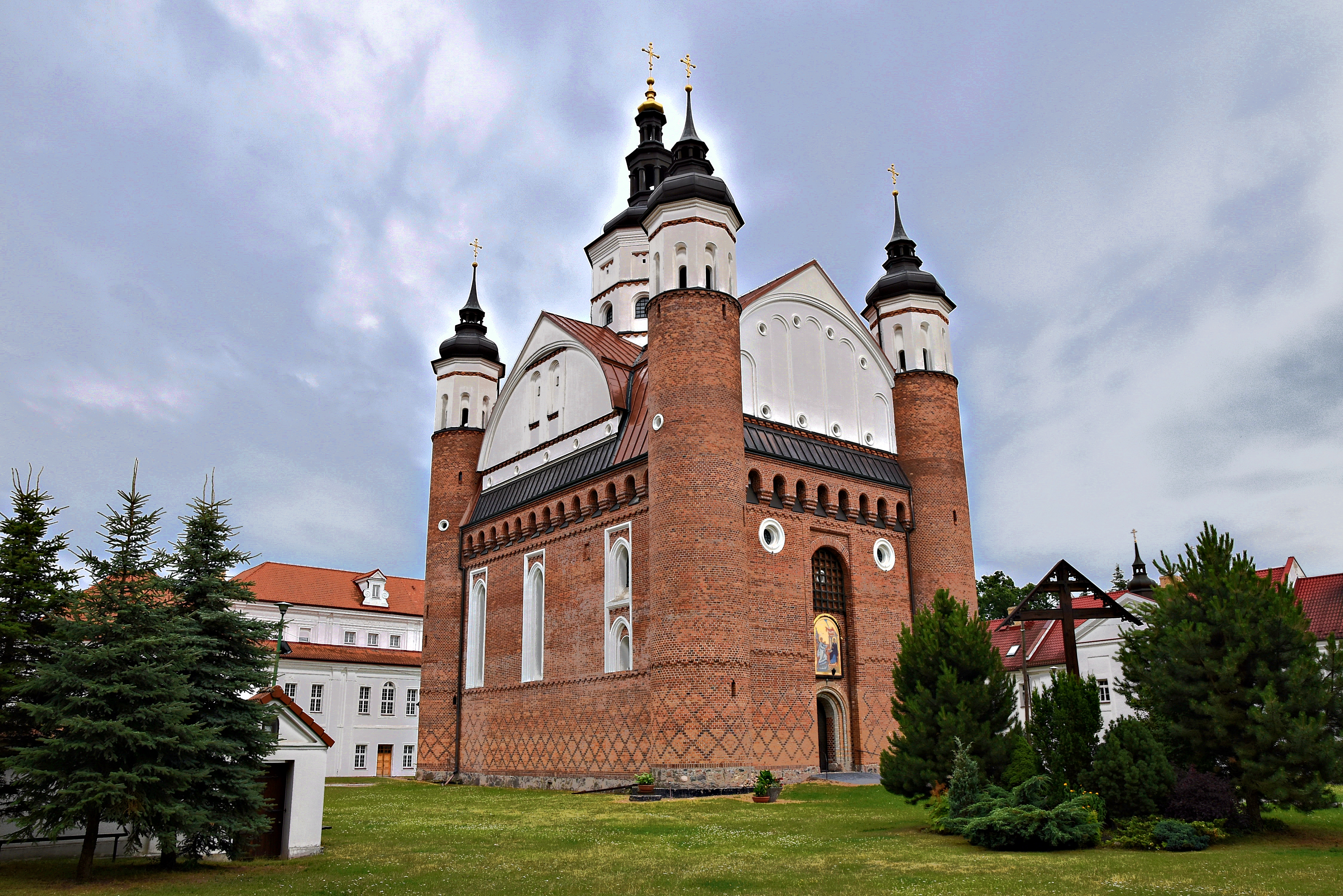
Igreja da Anunciação da Bem-Aventurada Virgem Maria no complexo do mosteiro basiliano, construído em 1516
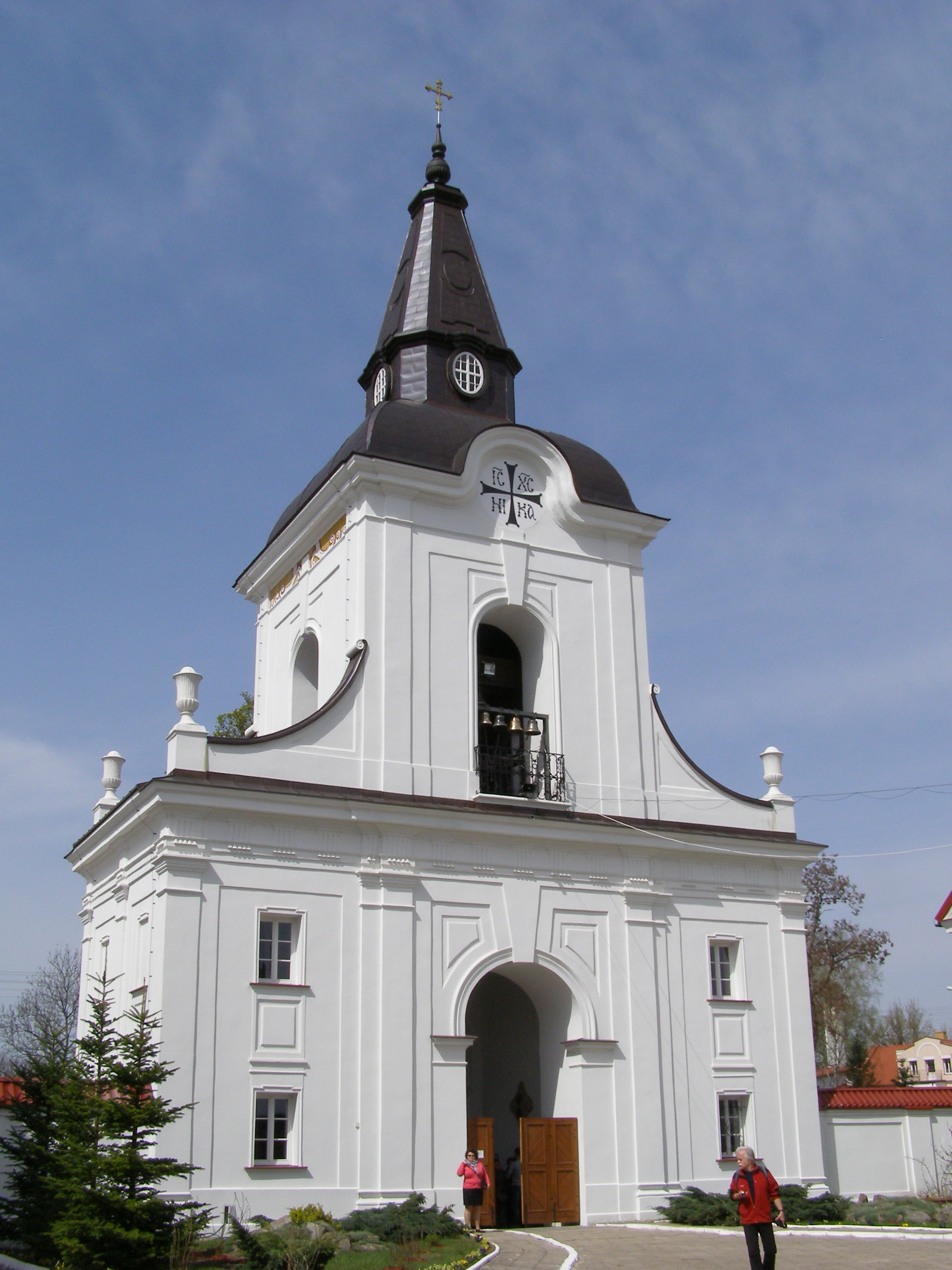
Portão de entrada para o mosteiro e complexo do parque
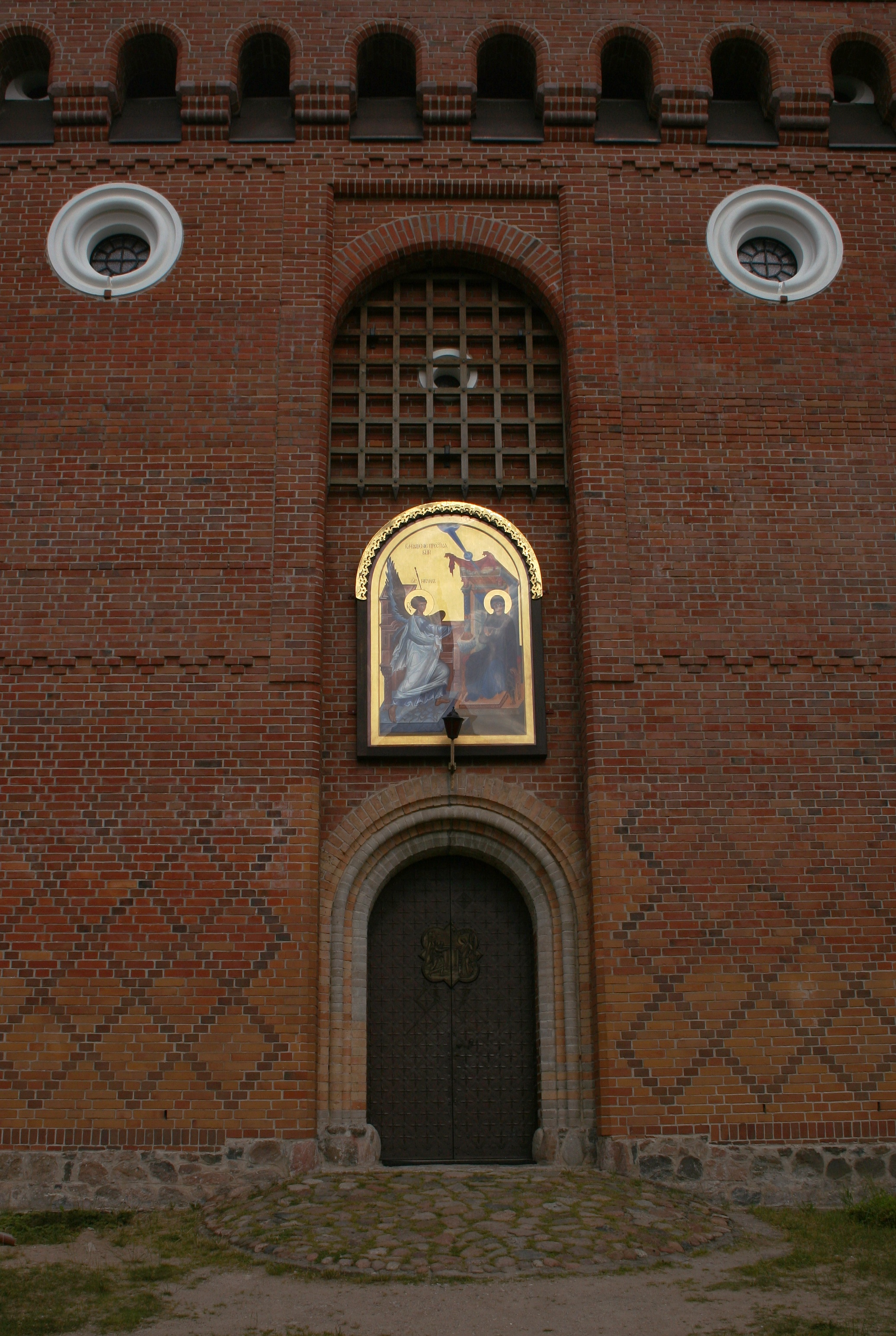
Entrada da igreja da Anunciação da Bem-Aventurada Virgem Maria
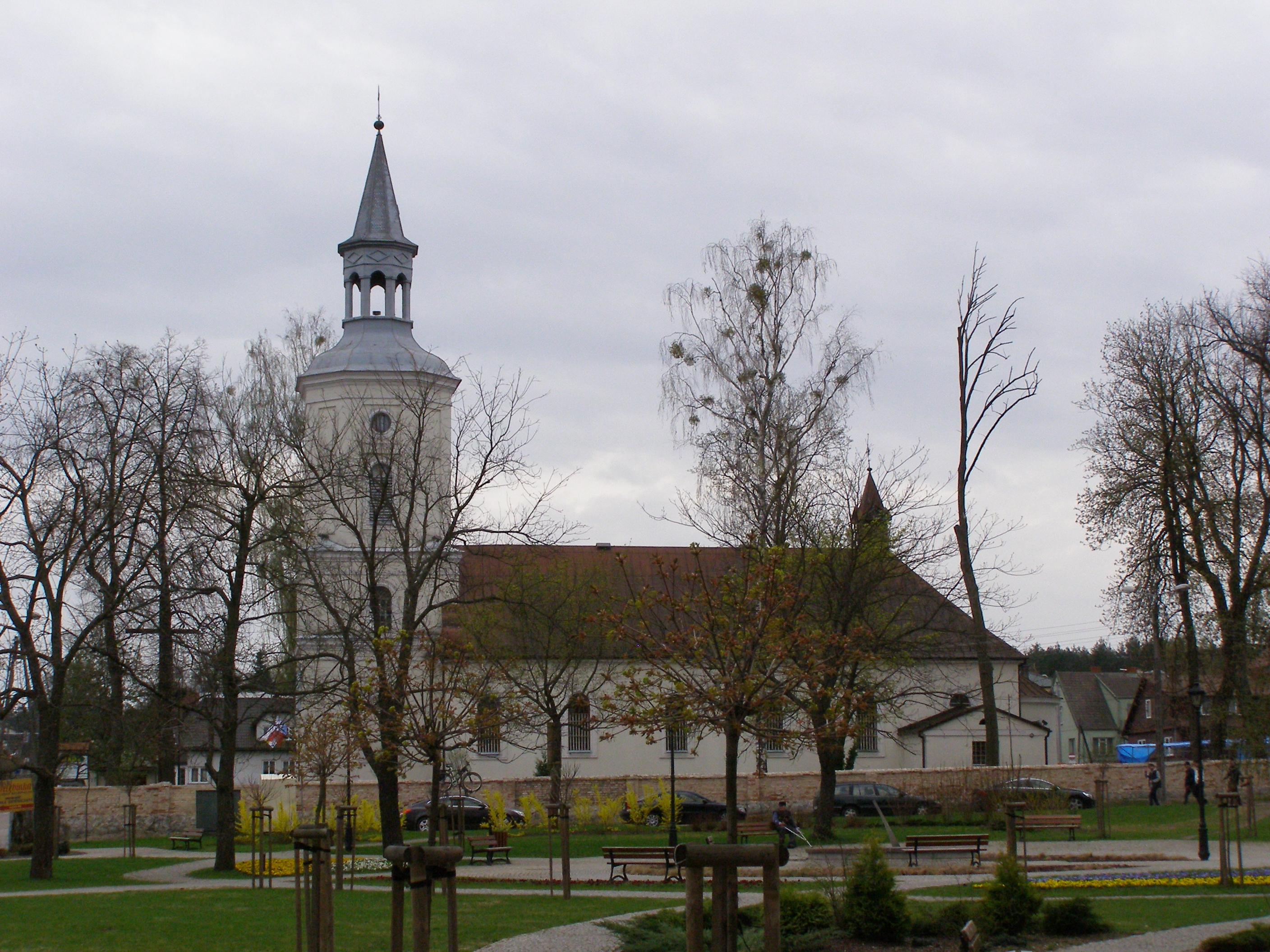
Igreja da Santíssima Trindade
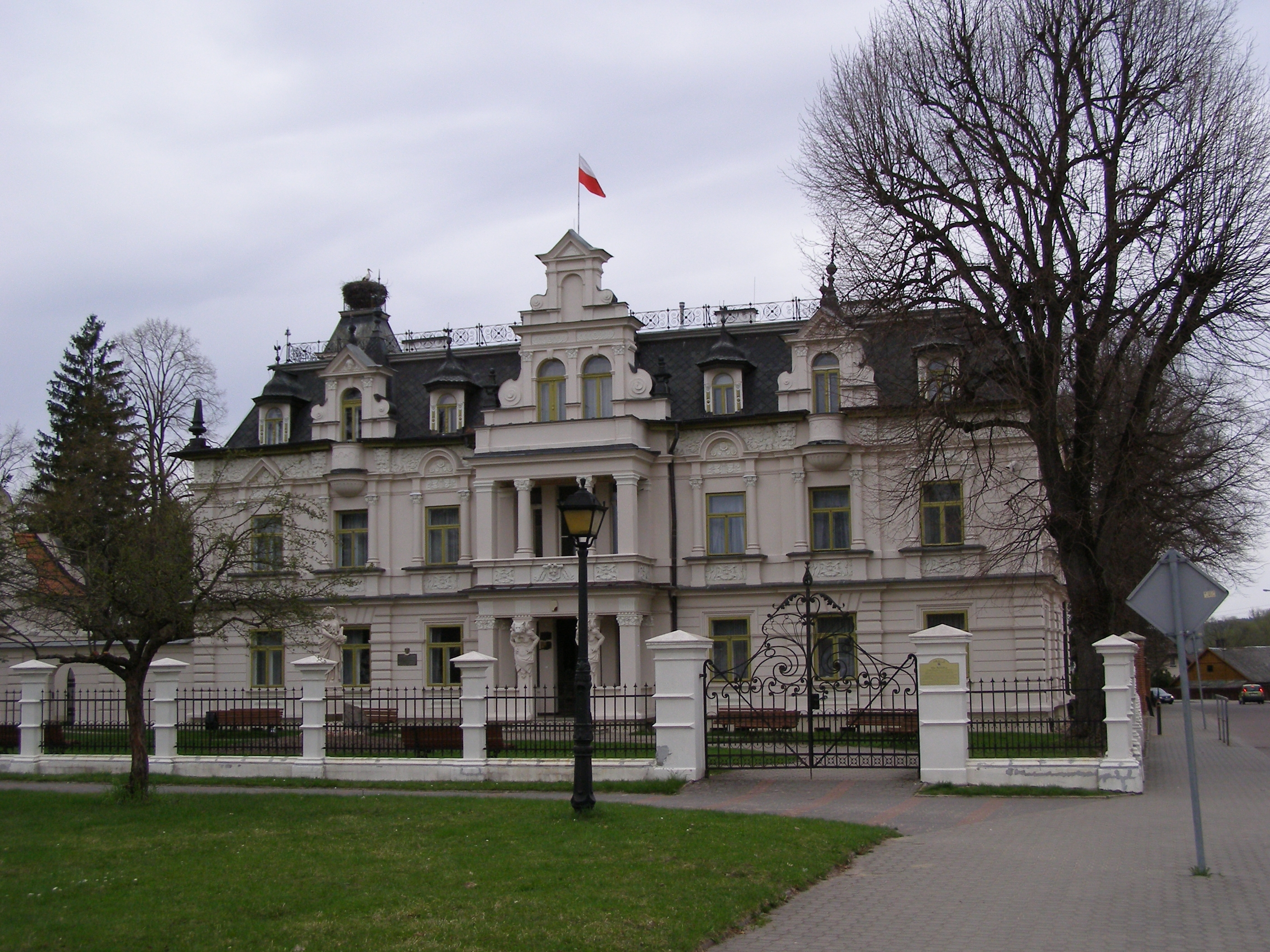
Palácio Buchholtz
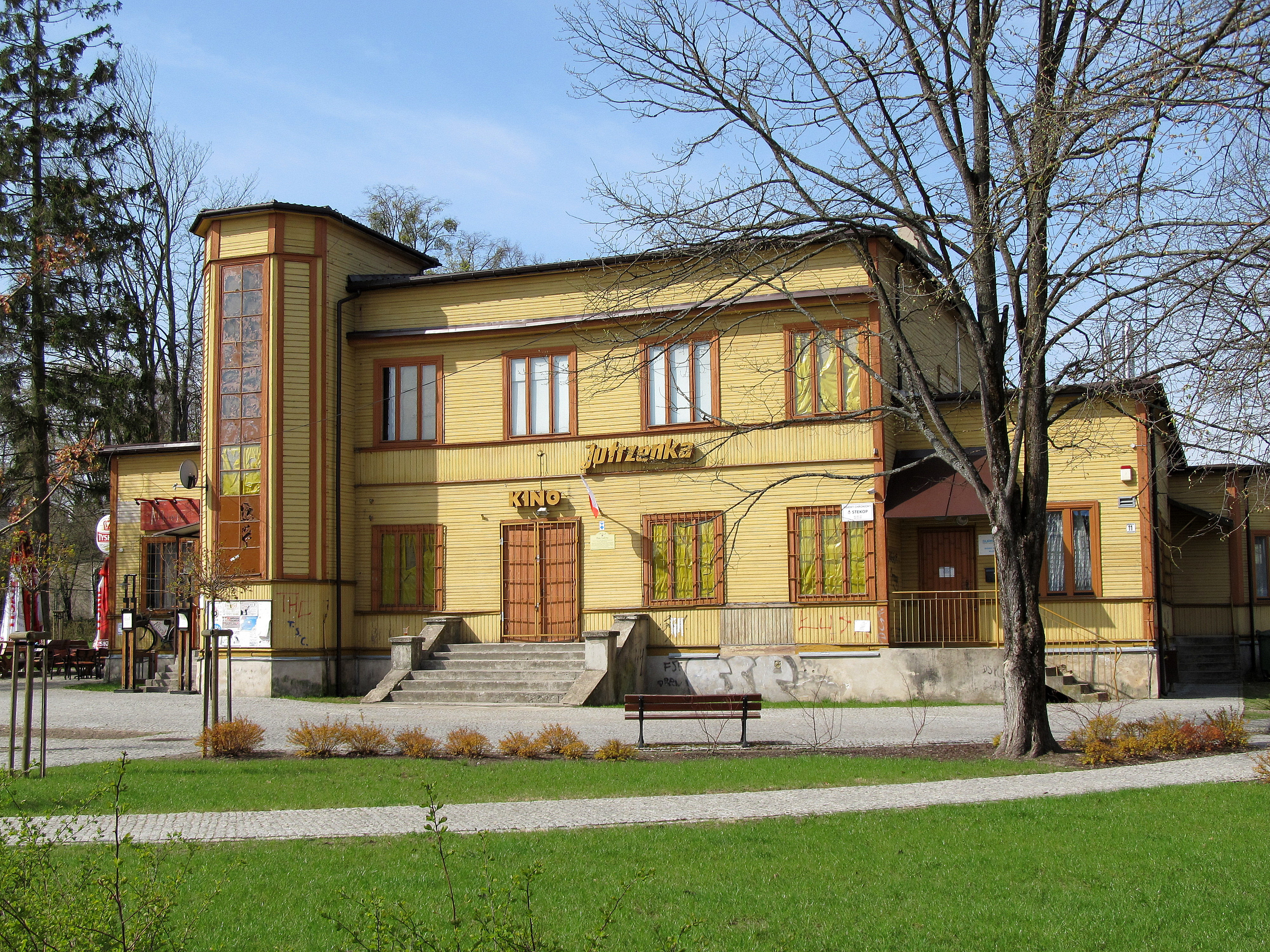
Casa do Povo
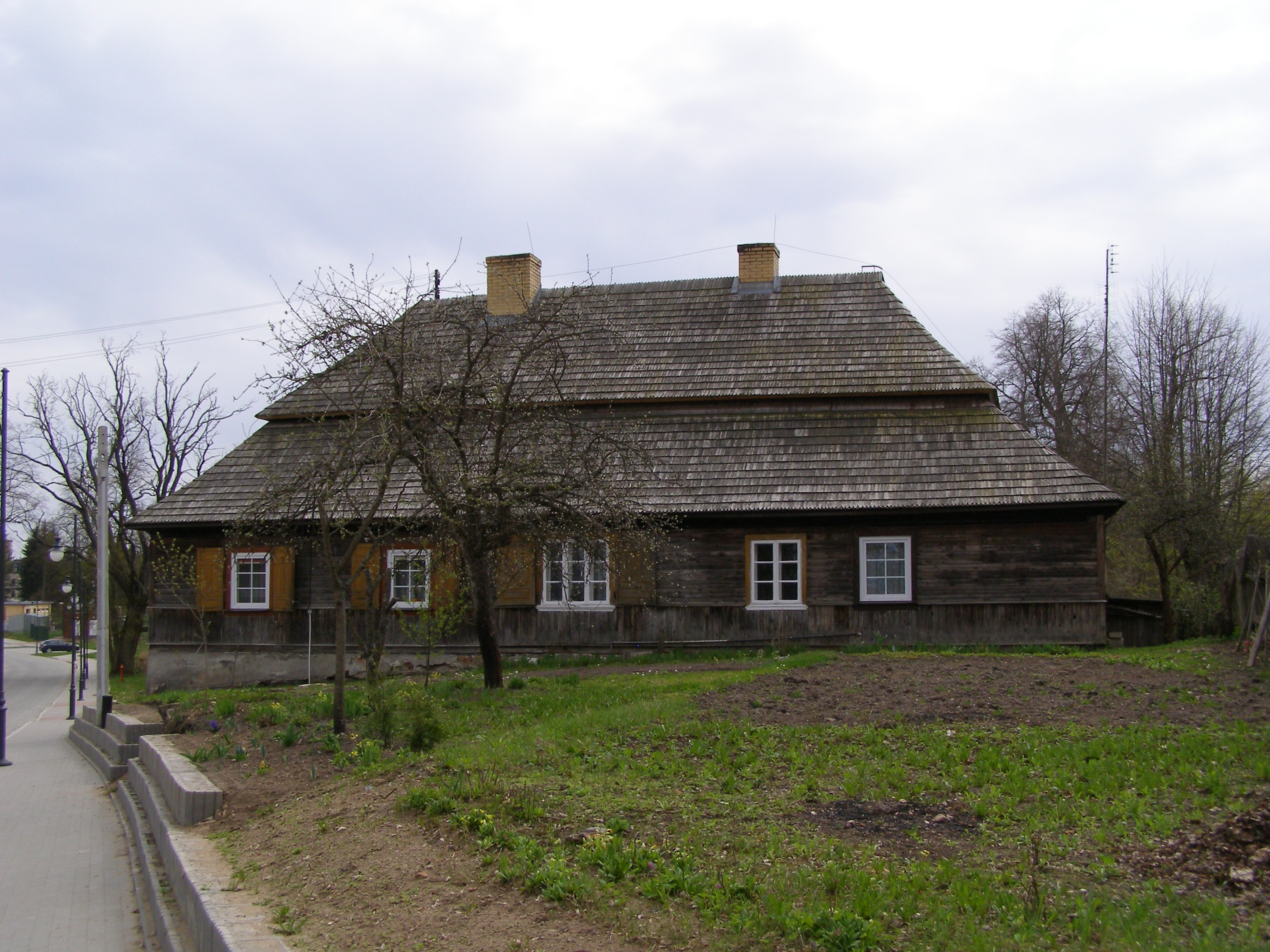
Casa do Jardineiro (século XIX)

## Economia
Os principais ramos da indústria em Supraśl são: têxtil, vestuário, madeira, cerâmica (artesanato) e turismo.

## Transportes

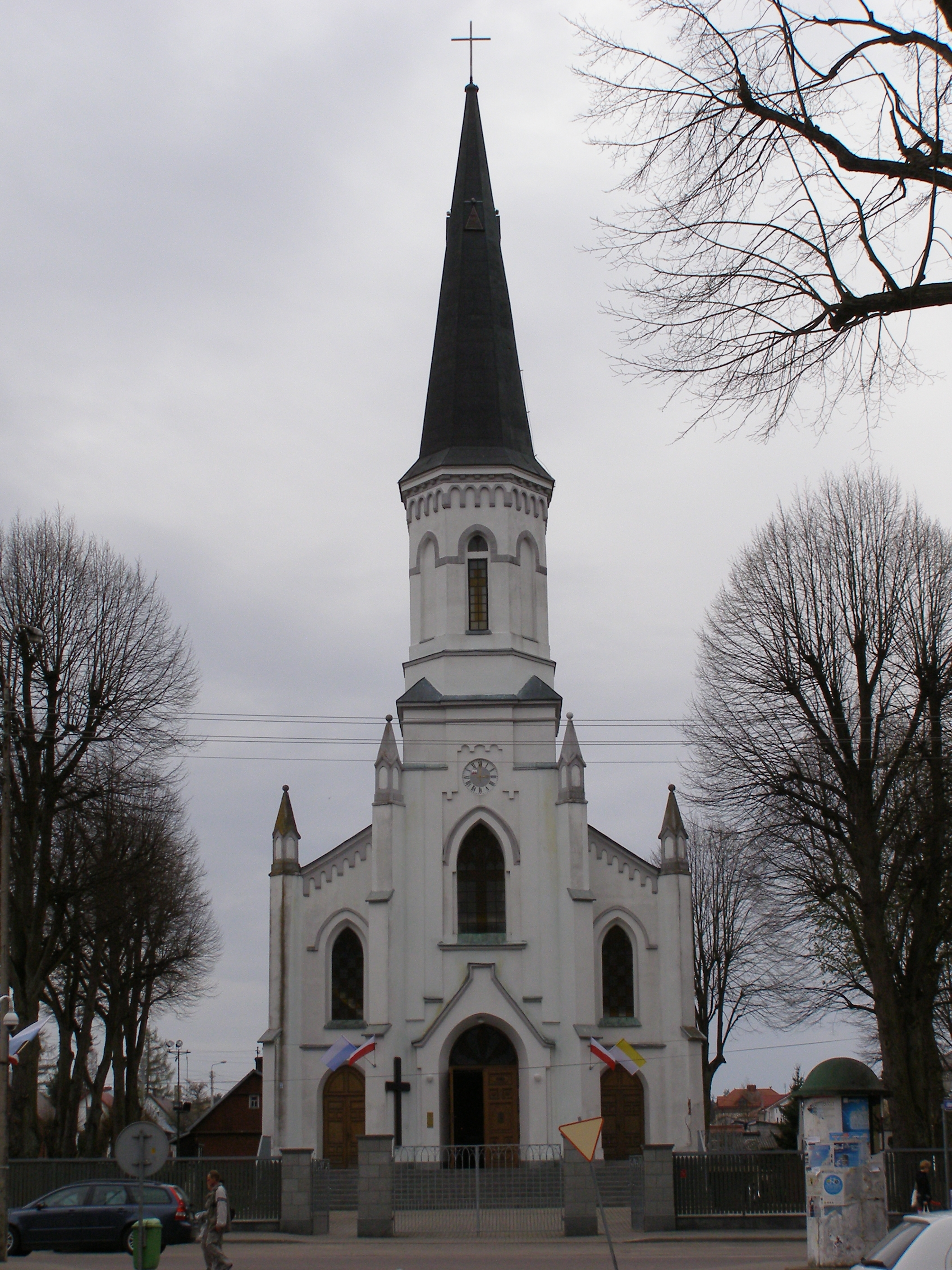
Igreja da Bem-Aventurada Virgem Maria, Rainha da Polônia

### Transporte rodoviário
- — Porosły — Białystok — Supraśl — Krynki.

### Transporte público por ônibus
- Linha 500 ou 500A de Białystok operada pela PKS Nova.[22]

## Religião
- Igreja Católica de Rito Latino
  - Paróquia da Bem-Aventurada Virgem Maria, Rainha da Polônia[23]
  - Paróquia da Santíssima Trindade[24]
- Igreja Ortodoxa Polonesa
  - Paróquia da Anunciação da Santíssima Mãe de Deus e de São João, o Teólogo
  - Mosteiro da Anunciação da Santíssima Mãe de Deus e de São João, o Teólogo; a Academia Supraśl funciona no mosteiro[25]

## Cemitérios

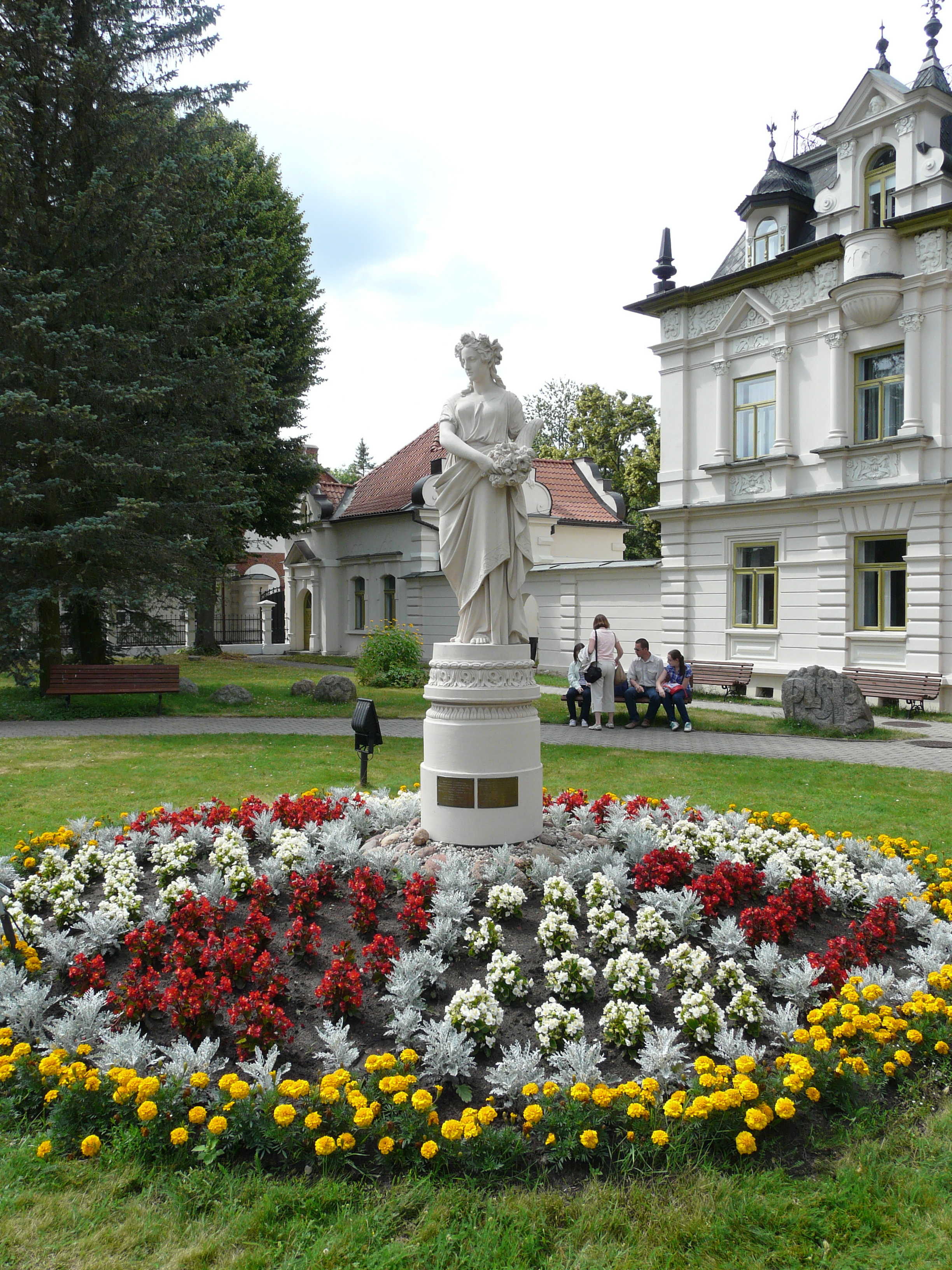
Escultura em frente à Escola Secundária de Arte Arthur Grottger

- Cemitério católico
- Cemitério ortodoxo
- Cemitério evangélico
- Cemitério judaico

Edifícios religiosos selecionados
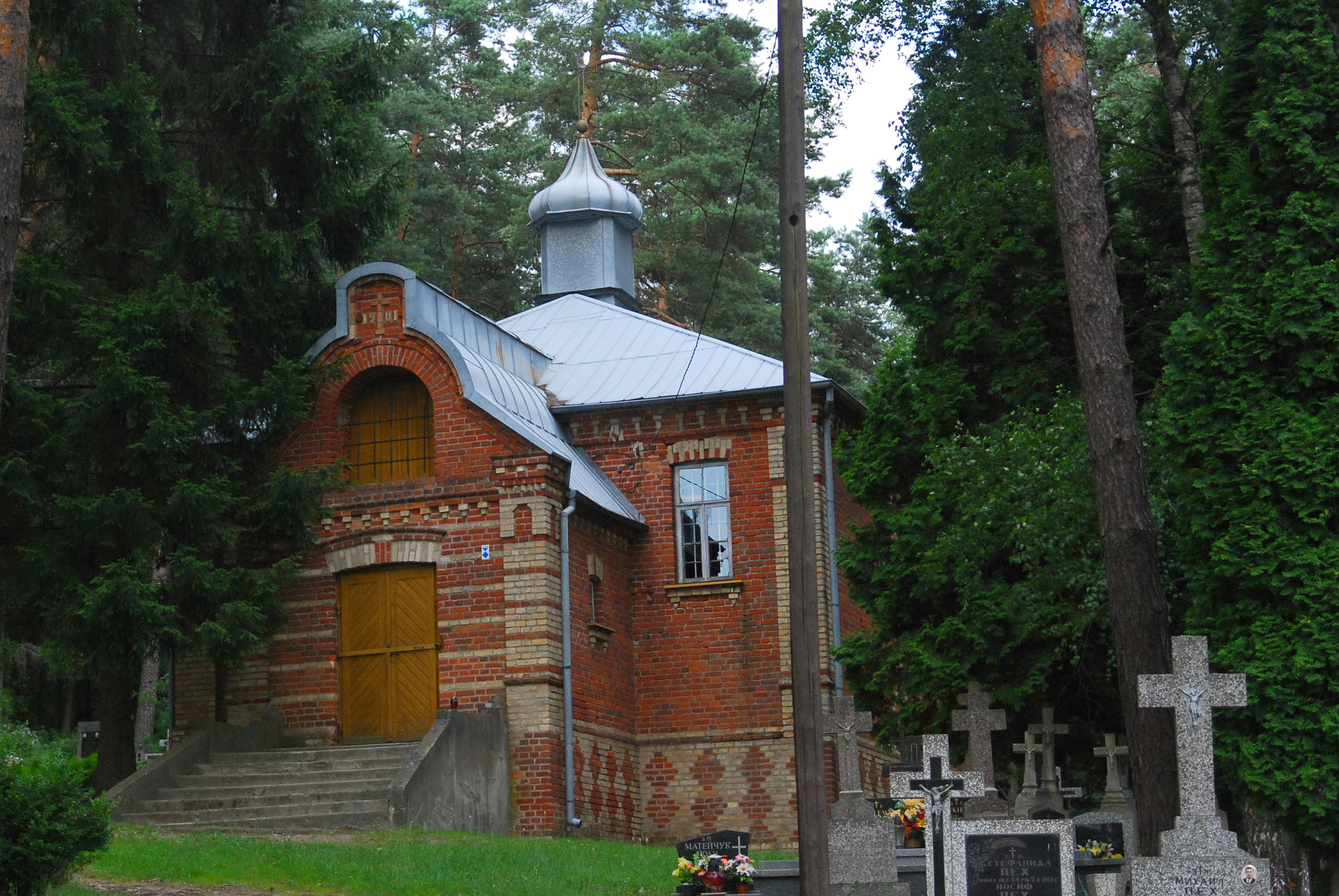
Capela de São Jorge no cemitério ortodoxo em Podsupraśl
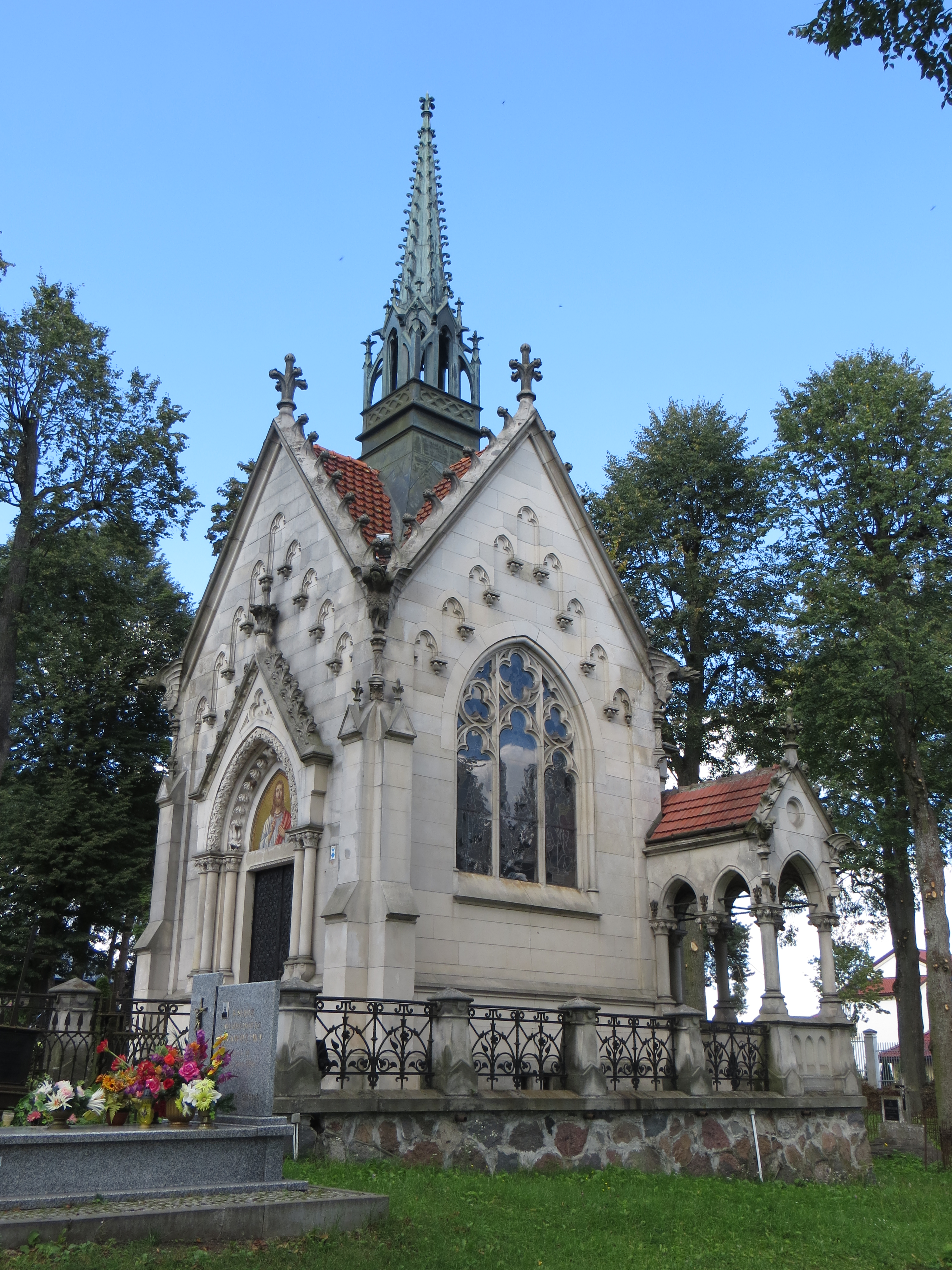
Capela Buchholtz no cemitério evangélico
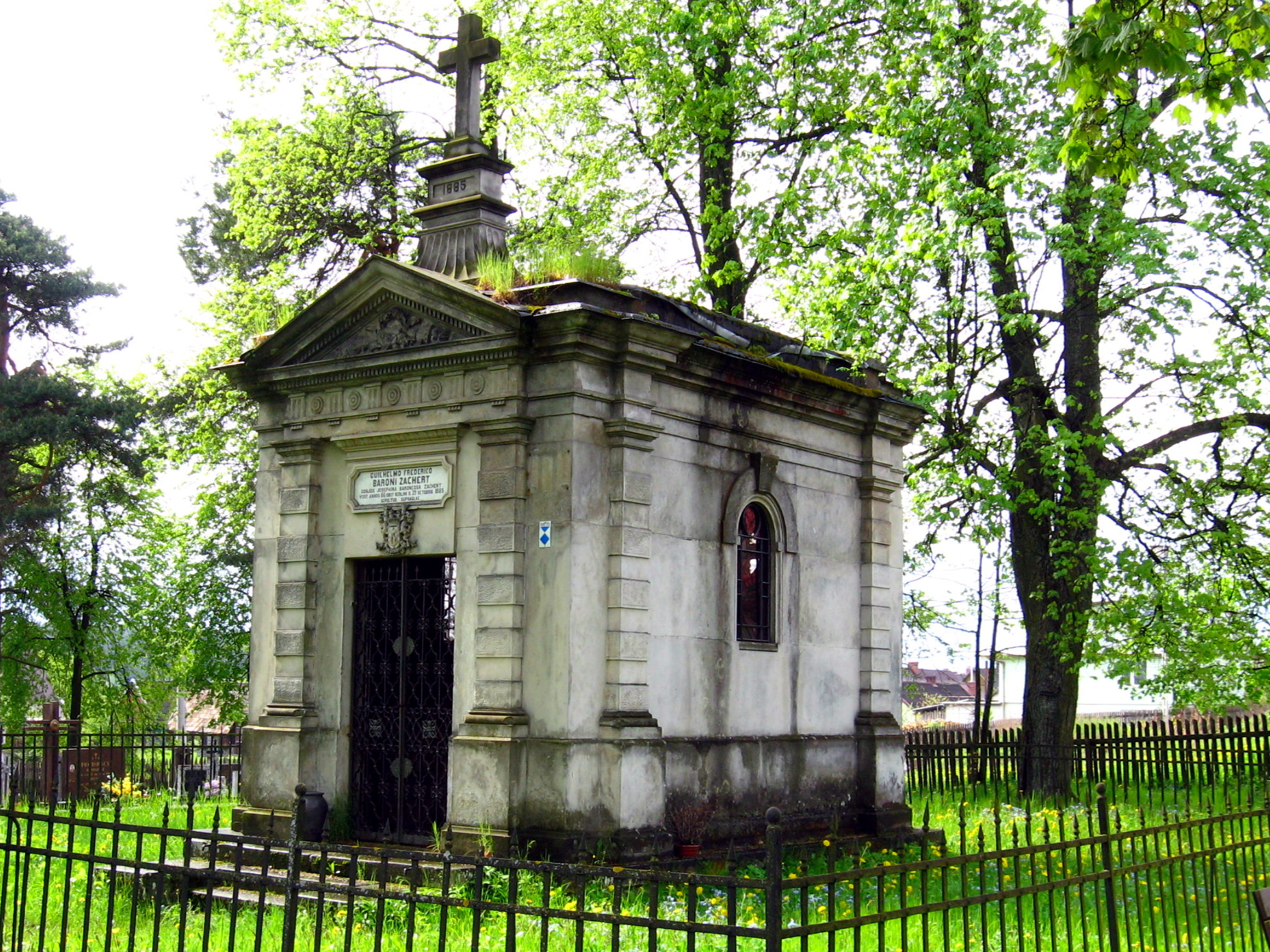
Capela do túmulo da família Zachert

## Educação
- Jardim de Infância João Paulo II com filiais integradas;[26]
- Escola primária de esportes Ferdynand Marecki;[27]
- Centro Educacional em Supraśl (existiu até 2015);
- Escola secundária de Arte Artur Grottger.[28]

## Esportes
- Supraślanka Supraśl — clube de futebol.[29]

## Vida cultural

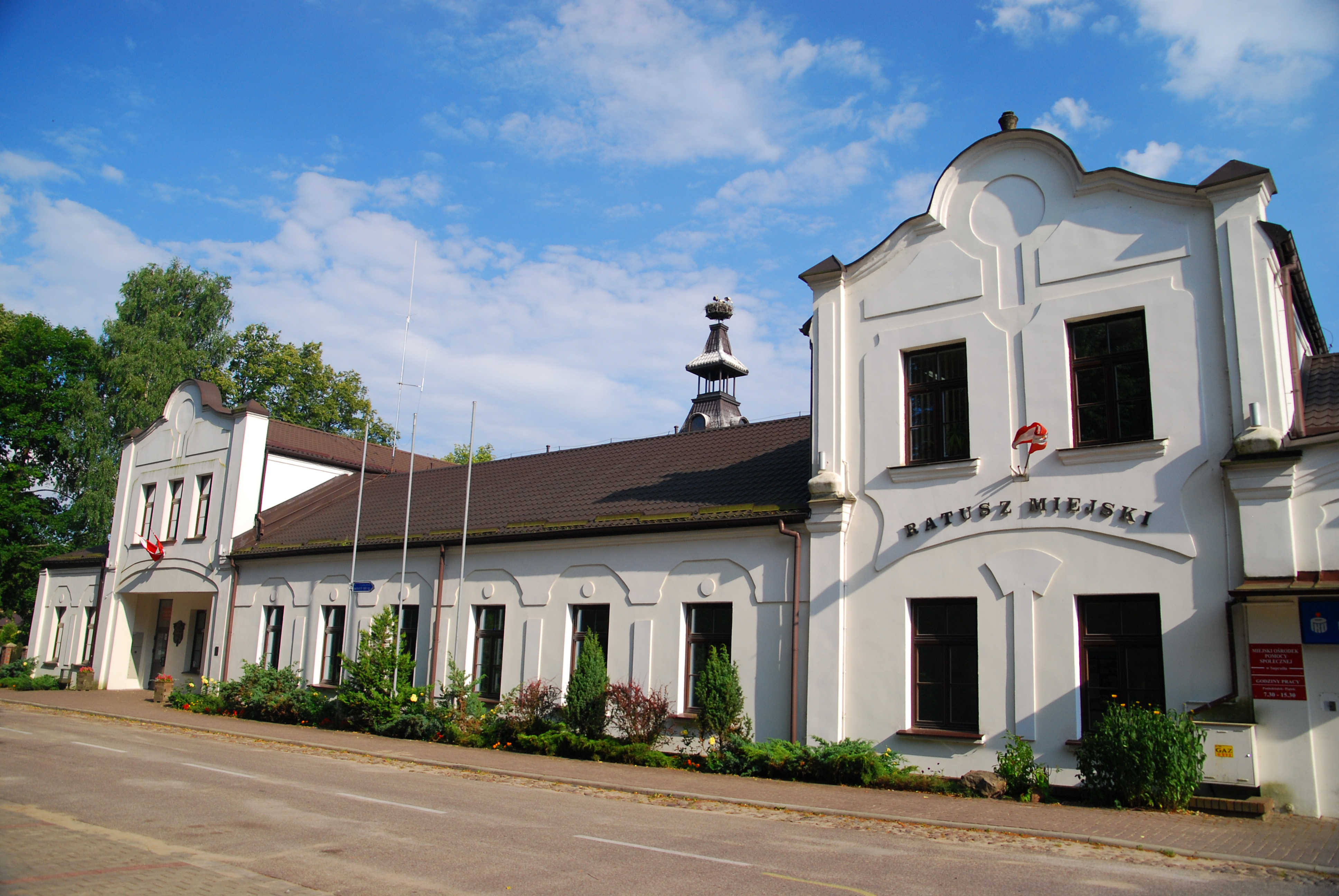
Prefeitura em Supraśl

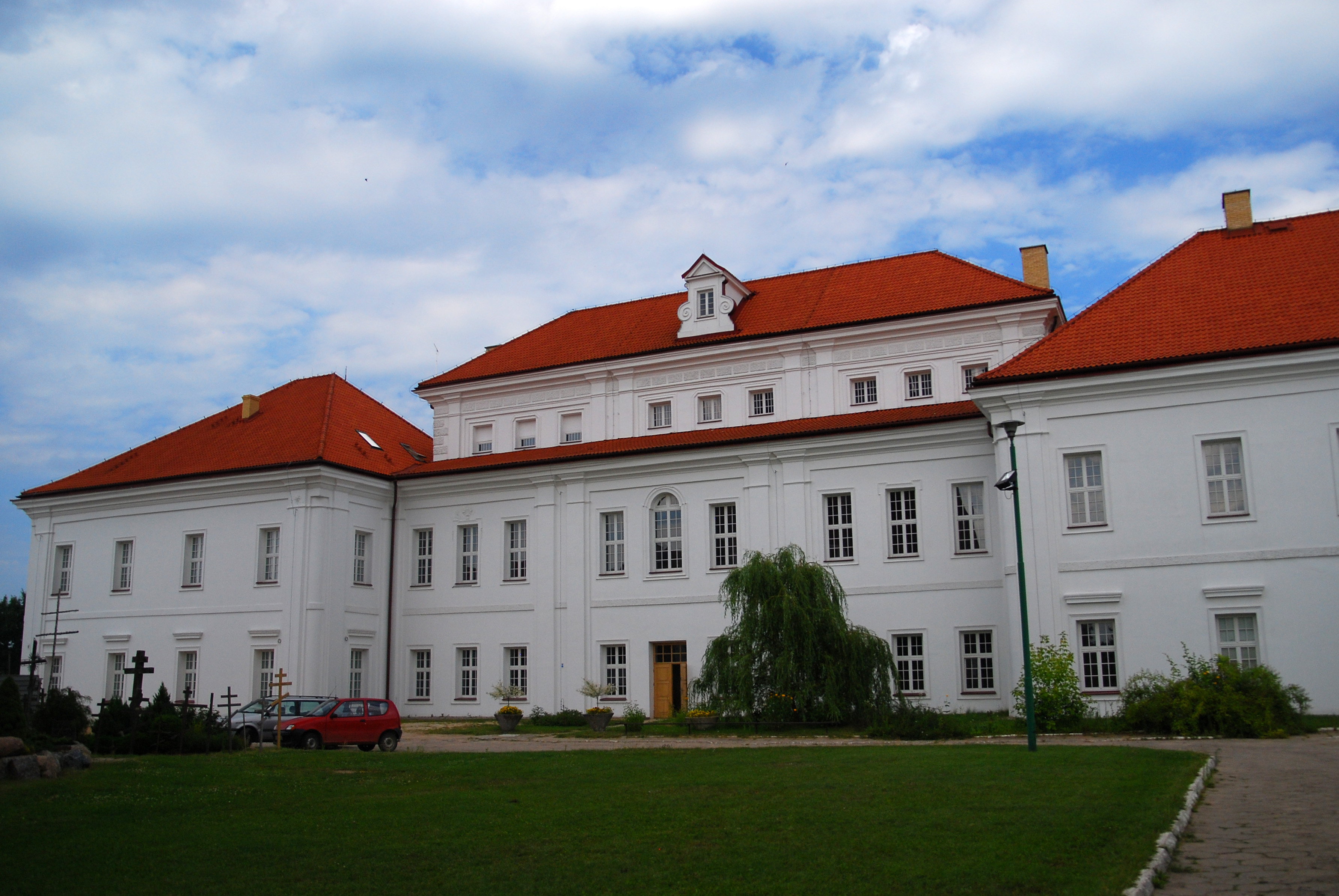
Palácio dos Abades, agora Museu dos Ícones

Desde 1996, o evento intitulado “UROCZYSKO. Encontros com a natureza e a arte”, no âmbito do qual os Campeonatos Mundiais de kaszanka e babka-de-batata acontecem todos os anos em Supraśl.
Desde 2007, o Festival Europeu de Música Juvenil “Gloria” com repertório de ópera e opereta é organizado em Supraśl. O festival nasceu por iniciativa do cantor polonês Aleksander Teliga e sua esposa. Os principais concertos tiveram lugar na escola de equitação do Centro Educativo de Supraśl.
Algumas cenas do filme U Pana Boga za miedzą, bem como da série TVP Blondynka, foram filmadas em Supraśl.
Teatro Wierszalin — um grupo de teatro fundado em 1991 pelo diretor Piotr Tomaszuk e um grupo de atores que cooperam com ele. A sede do teatro fica em Supraśl.
Durante a Páscoa (ortodoxa), o mosteiro recebe o Festival Internacional dos Sinos da Igreja.
O festival “Podlasie SlowFest” acontece na cidade desde 2017.
No Mosteiro da Anunciação da Santíssima Mãe de Deus, há um centro de conferências ortodoxa, bem como um centro de treinamento e educação — a Academia Supraśl.
A Associação Cultural Collegium Suprasliense protege e populariza o patrimônio cultural de Supraśl, Podláquia e das Fronteiras Orientais, participa da proteção de monumentos e locais de memória nacional e realiza atividades de pesquisa e publicação.

## Museus
- Museu de ícones em Supraśl.[36]
- Museu da Arte da Impressão e Fabricação de Papel[37]

## Distritos da cidade
A divisão territorial do país (TERYT) lista partes da cidade: Dębowik e Podsupraśl (até 2011 também Pstrągownia).